# Johann Wilhelm von Archenholz
Johann Wilhelm Daniel von Archenholz (também Archenholtz) (Danzig, 3 de setembro de 1741 — Hamburgo, 28 de fevereiro de 1812) foi um oficial prussiano, escritor e editor de várias revistas. Na concepção do Iluminismo, ele se considerava um cidadão do mundo, e um espírito livre.

## Biografia

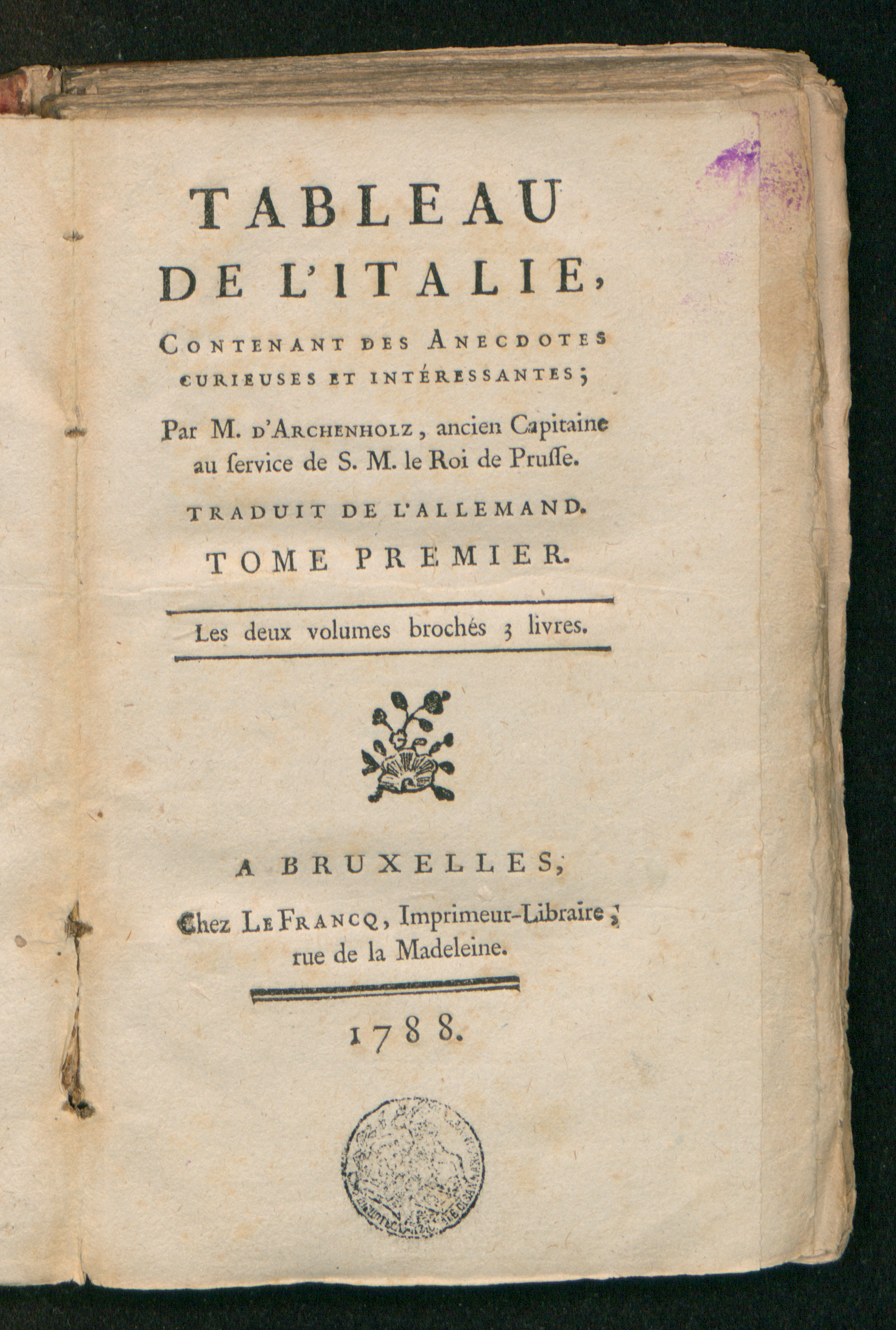
Tableau de l'Italie (Italien), 1788

Archenholz nasceu em uma antiga família de militares originários de Hanôver. Passou sua infância em Danzig (atual Gdańsk), onde seu pai prestava serviço como tenente. Em 1757 a família mudou-se para Berlim, onde Archenholz, aos dezesseis anos de idade, em 4 de junho ingressou para o Corpo de Cadetes, muito conhecido na época por ter uma disciplina rigorosa.
Em dezembro de 1758, foi transferido para Breslau e integrou o regimento Forcade durante a Guerra dos Sete Anos. Durante o assalto ao monte Süpitzer na Batalha de Torgau, em 1759, Archenholz ficou gravemente ferido. Só em março de 1761, foi capaz de se juntar novamente ao seu regimento. Archenholz serviu no exército prussiano até 1763; nos últimos nos como capitão no regimento Puttkamer.
Após o Tratado de Hubertusburg Archenholz foi dispensado honrosamente do exército "devido aos seus ferimentos". Nos anos seguintes viajou por metade da Europa. Apenas na Grã-Bretanha, cuja Constituição admirava, permaneceu por seis anos. Visitou também a Itália, a França e os países escandinavos. Em 1780 em Roma, Archenholz caiu de cima de um cavalo. Apesar do tratamento imediato de banhos de enxofre em Pisa, adquiriu uma paralisia permanente de um pé, o que lhe dificultou enormemente a realização de novas viagens. Este infortúnio aumentou ainda mais a sua disposição para o isolamento do convívio social.
Archenholz mudou-se para Dresden. Ali fez amizade com Leopold Neumann, em cuja casa conheceu Friedrich Schiller e Georg Joachim Göschen. Passou a dedicar-se exclusivamente a ensaios para revistas acadêmicas. A partir de 1782 publicou uma revista mensal chamada Litteratur- und Völkerkunde ou Neue Litteratur- und Völkerkunde. Muitos dos artigos ele próprio escreveu, outros eram de escritores de toda a Europa, que Archenholz havia conhecimento durante suas inúmeras viagens. No verão de 1786, casou-se com Sophie Friederike von Roksch. Tiveram quatro filhos: Agathon, Auguste Sophie, Charlotte Adrienne e Wilhelm Anarchis. Pouco depois de seu casamento Archenholz e sua família deixaram Dresden e mudaram-se para Hamburgo, onde a censura imposta aos produtos da imprensa era menos rigorosa do que na Saxônia. O iluminista agora podia se dar ao luxo de publicar seus escritos abertamente e não mais no anonimato.
Archenholz via-se, desde o tempo do serviço militar, como um cidadão do mundo e um espírito livre. Desde meados da década de 1760 foi membro da Maçonaria e amigo de Johann Christoph Bode e de Friedrich Ludwig Schröder. Quando eclodiu em 1789 a Revolução na França, Archenholz ficou inicialmente entusiasmado pelos seus ideais. Em agosto de 1791, se mudou com sua família para Paris. O ponto de encontro de todos os alemães na cidade era o Deutsche Klub, que tinha como figura central o conde Gustav von Schlabrendorf. Ali, Archenholz também frequentava. Fundou a revista Minerva, a fim de passar aos leitores na Alemanha, um retrato fiel dos acontecimentos na França. No final de junho de 1792, teve que fugir da França, em razão de sua posição política. Depois de várias publicações políticas foi ameaçado com a guilhotina. O aumento da violência também mudou sua atitude para com a Revolução.
Archenholz resolveu retornar a Hamburgo e adquiriu uma propriedade em Öjendorf. Viveu como escritor e editor de jornal e se autodenominava "editor, ex-capitão a serviço do Reino da Prússia". Em 1809, começou a afastar-se das atividades de publicação e mudou-se para a sua propriedade. Morreu em 28 de fevereiro de 1812.

## Legado
Johann Wilhelm von Archenholz teve para o seu tempo, uma compreensão muito moderna de suas atividades jornalísticas. Procurou fornecer aos seus leitores informações factuais e imparciais. Seu interesse principal era a atual política nos países europeus, bem como a sua história. Em seus periódicos, especialmente na revista Minerva ofereceu também verdadeiros debates sobre os acontecimentos atuais em que podiam se expressar as mais variadas opiniões sobre o tema.
Sua obra mais famosa é a Geschichte des Siebenjährigen Krieges (História da Guerra dos Sete Anos). Este livro serviu de inspiração para uma série de reimpressões modificadas, e também de fonte para muitos livros didáticos. Outro trabalho elogiado foi England und Italien (Inglaterra e Itália) um dos livros de viagem mais lidos de seu tempo. Nela, ele contrastou as relações políticas entre os dois países.
De forma bem detalhada Archenholz escreveu sua obra de 19 volumes, "Britische Annalen" para o período de 1788-1796, sobre a vida na Inglaterra, relatando não só eventos políticos, mas também os casos criminais, a história social, a literatura, comércio e indústria; algumas partes contou com a colaboração de colegas famosos. Para a sua obra sobre Gustavo I da Suécia, ele encomendou ao artista de Berlim Johann Friedrich Bolt, uma gravura do rei sueco.

## Publicações
- Annalen der britischen Geschichte der Jahre 1788-1796, 20 volumes, Braunschweig 1788-1800; (há outras edições) Olms, Hildesheim 1997 (Reimpressão da edição de Tübingen de 1790–1800)
- Die Engländer in Indien. Dyk, Leipzig 1.1786–3.1788 (Digitalizada: Volume 1, Volume 2, Volume 3)
- England und Italien. Heidelberg 1993, ISBN 3-8253-0110-9 (Volume 1–3, Reimpressão da edição de Leipzig de 1785)
- Gemälde der preußischen Armee vor und in dem siebenjährigen Kriege. Saur, Munique 1990 (Reimpressão da edição de Berlim de 1791)
- Geschichte der Flibustier. Edição Fumfei, Berlim 1991, ISBN 3-86172-008-6 (Reimpressão da edição de Tübingen de 1803)
- Geschichte Gustavs Wasa, König von Schweden. Saur, Munique 1990/94 (Reimpressão da edição de Tübingen de 1801)
- Geschichte der Verschwörung des Fiesco i.J. 1547. s. n., Berlim 1791
- Geschichte des Papstes Sixtus V. s. n., Berlim 1791
- Geschichte des siebenjährigen Krieges in Deutschland von 1756 bis 1763, Karlsruhe 1791 (Digitalizada da edição de Leipzig de 1866: ULB Darmstadt)
- Historische Bemerkungen über die große sittliche Revolution im 16. Jahrhundert. s. n., Berlim 1791
- Historisches Taschenbuch für Damen. Saur, Munique 1990/1994 (Reimpressão da edição de Berlim de 1791)
- Kleine historische Schiften. Schmieder, Karlsruhe 1791
- Krieg in der Vendée. Dyk, Leipzig 1794 (Volume 1–2)
- Litteratur und Völkerkunde. Göschen, Leipzig 1.1782–5.1786
- Die Pariser Jacobiner in ihren Sitzungen. Saur, Munique 1991 (Reimpressão da edição de Hamburgo de 1793)
- Minerva - Ein Journal historischen und politischen Inhalts, Hamburgo 1792 - 1856
- Miscellen zur Geschichte des Tages. Scriptor-Verlag, Kronberg im Taunus 1979 (Reimpressão da edição de Hamburgo de 1795)
- Neue Litteratur und Völkerkunde. Olms, Hildesheim 1997 (Reimpressão da edição de Leipzig 1.1787–5.1791)
- Rom und Neapel. Manutius-Verlag, Heidelberg 1990 (Reimpressão da edição de Leipzig de 1790)